# Antonio B. Won Pat International Airport
Antonio B. Won Pat International Airport – największy port lotniczy Guamu, zlokalizowany w stolicy tego terytorium – Hagåtña.

## Linie lotnicze i połączenia
Lotnisko obsługiwane jest przez 7 linii lotniczych, oferujących bezpośrednie połączenia na 14 kierunkach w regionie Azji Wschodniej i Pacyfiku:
| Linia lotnicza      | Kierunek |
| ------------------- | --- |
| Japan Airlines      | 1. Tokio-Narita |
| Jeju Air            | 1. Pusan 2. Seul-Inczon 3. Tokio-Narita |
| Jin Air             | 1. Pusan 2. Seul-Inczon |
| Korean Air          | 1. Seul-Inczon |
| Philippine Airlines | 1. Manila |
| T'way Air           | 1. Seul-Inczon |
| United Airlines     | 1. Chuuk 2. Fukuoka (do 27 października 2024) 3. Honolulu 4. Koror 5. Manila 6. Nagoja 7. Osaka-Kansai 8. Pohnpei 9. Saipan 10. Tokio-Haneda 11. Tokio-Narita 12. Yap |